# 许继曾
许继曾（1905年—1989年），原名尹鲁、行远，山东聊城人，中国工程力学专家，九三学社中央委员会委员，第三届全国人大代表，第五、六届全国政协委员。